# 方育平
方育平（英語：Allen Fong Yuk-ping，1947年7月10日—），香港電影導演，為香港新浪潮導演之一。畢業於香港浸會學院傳理系，代表作包括《父子情》、《半邊人》及《美國心》等，並三度榮獲香港電影金像獎最佳導演。2000年移居加拿大。

## 簡歷
方育平在1947年出生於英屬香港，父親為一名文員，兒時家住筲箕灣淺水碼頭村，在西灣河的山頭長大。1964年畢業於聖馬可中學中五年級，在兄姊的幫助下畢業於香港浸會學院傳理系（1967年入讀），1971年修讀美國喬治亞大學新聞系，1975年美國南加州大學電影系。回港後，在1976年起於香港電台執導多集《獅子山下》電視單元集，曾任香港電台電視部助理編導，1977年編劇兼導演，及後於1981年轉戰影壇，拍攝了電影首作《父子情》。

## 導演作品

### 電視劇
- 1976年《獅子山下·解毒》
- 1976年《獅子山下·托嬰》
- 1977年《獅子山下·野孩子》
- 1977年《獅子山下·元洲仔之歌》
- 1977年《獅子山下·臨記》
- 1978年《獅子山下·夜遊人》
- 1978年《獅子山下·為了哥哥》
- 1978年《獅子山下·老犁》
- 1978年《獅子山下·夢的選擇》
- 1979年《獅子山下·新生》
- 1989年《人間有情·齌鳳》[7]
- 1989年《人間有情·憶良人》
- 1989年《人間有情·戲鳳》
- 1991年《演藝傾情·智．慧》[8]
- 1992年《歲月流情·開心茶居》[9]
- 1992年《歲月流情·孭得起》
- 1994年《獅子山下·後過渡女人》

### 電影
- 1981年《父子情》
- 1983年《半邊人》
- 1986年《美國心》
- 1990年《舞牛》
- 1998年《一生一台戲》

### 其他
- 1989年舞台劇《美國酒店》
- 2000年紀錄片《藏道》[2]

## 獎項
- 1977年亞洲廣播協會：最佳年青導演獎 《野孩子》
- 第1屆香港電影金像獎：最佳電影、最佳導演 《父子情》
- 第3屆香港電影金像獎：最佳電影、最佳導演 《半邊人》
- 第6屆香港電影金像獎：最佳導演 《美國心》
- 第10届香港电影导演会年度大奖：榮譽大獎

## 外部連結
- 方育平在互联网电影资料库（IMDb）上的資料（英文）
- 在AllMovie上方育平的頁面（英文）
- 方育平在香港影庫上的簡介
- 方育平在豆瓣上的资料（简体中文）
- 方育平在时光网上的簡介（简体中文）